# Alttrauchburg
Alttrauchburg (mundartlich: Aldraochburg) ist ein Gemeindeteil der Marktgemeinde Weitnau im bayerisch-schwäbischen Landkreis Oberallgäu.

## Geographie
Die Einöde liegt circa zwei Kilometer nordwestlich des Hauptorts Weitnau.

## Ortsname
Der Ortsname stammt althochdeutschen Wort drūh für Fußfessel, Schlinge, Falle und bedeutet Burg, an der der Jagd nachgegangen wurde/die als Jagdsitz diente.

## Geschichte
Alttrauchburg wurde erstmals im Jahr 1150 als Druchpurc urkundlich erwähnt. Der Ort gehörte bis zur bayerischen Gebietsreform 1972 der Gemeinde Wengen an. 1980 wurde die Georgskapelle an der Burgruine erbaut.

### Burg Alt-Trauchburg
Die Burg Trauchburg diente einst als Sitz des Freiherrn von Trauchburg. Im 13. Jahrhundert wurde die Burg an den Grafen von Veringen verkauf, der wiederum ab 1258 die Burg den Truchsessen von Waldburg als Lehen überließ. Zwischen 1786 und 1788 wurde die Burg als Wohn- und Amtssitz aufgegeben.

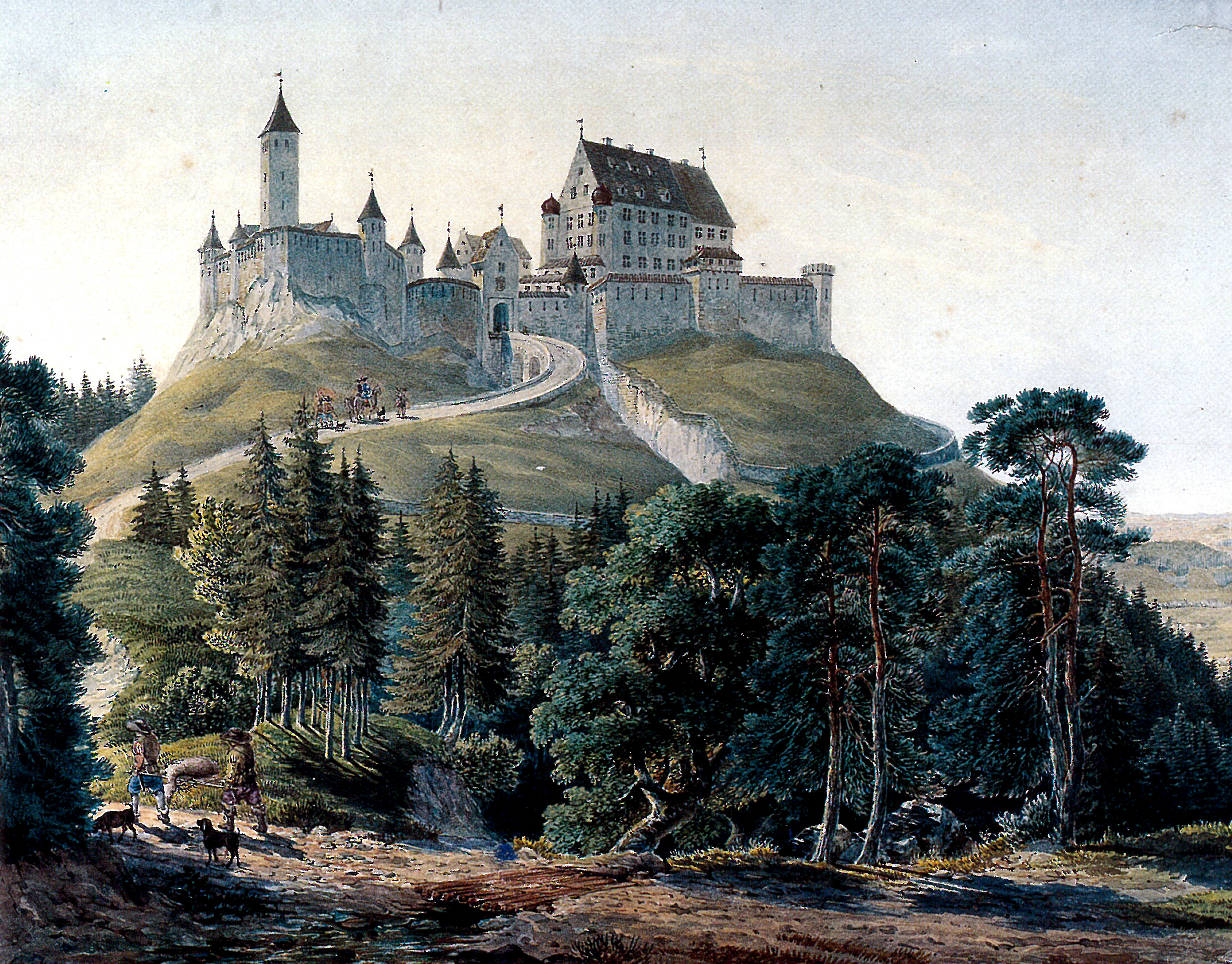
Trauchburg im 17. Jahrhundert

## Denkmäler
- Baudenkmal: Burgruine Trauchburg, Reste des ehemaligen Diebsturms, Stallungen und kleine Rundtürme im Süden bzw. Südwesten, Hauptburg aus Nagelfluhquadern im Norden, Umfassungsmauer des Palas an der Ostseite, nordwestlich Sockel eines Rundturms, Tuff-, Sand- und Backsteinmauerwerk, 13. Jahrhundert
- Bodendenkmal: Burg Alt-Trauchburg: Burg des Mittelalters und der frühen Neuzeit
- Siehe auch: Liste der Baudenkmäler in Alttrauchburg, Liste der Bodendenkmäler in Weitnau